# Sergio Sánchez Ortega
Sergio Sánchez Ortega (Mataró, 3 d'abril de 1986) és un futbolista professional català que juga com a defensa.

## Trajectòria esportiva

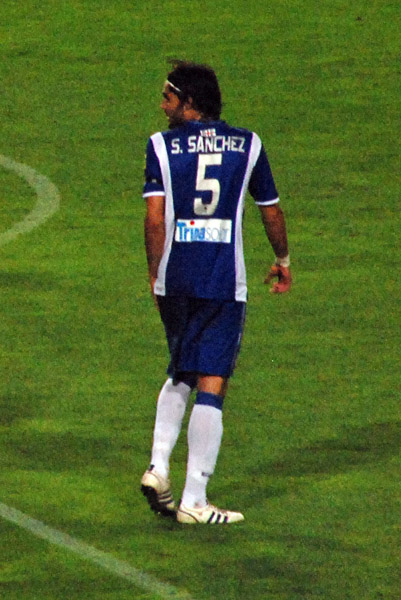
Sergio Sánchez a l'Espanyol el 2008.

S'ha format a les categories inferiors del RCD Espanyol i va debutar al primer equip a la temporada 2004-2005 amb una victòria davant el Reial Saragossa per 3-1, al 24 d'abril de 2005.
Amb l'Espanyol, Sergio Sánchez va disputar partits de la Copa de la UEFA i va guanyar la Copa del Rei. Des de llavors, el jugador va ser cedit a dos equips de l'estat espanyol, el qual el primer fou el Reial Madrid Castella la temporada 2006-2007, i al Racing de Santander a la temporada 2007-2008. En finalitzar el contracte de cessió, el futbolista retorna a l'equip català.
El 22 de juliol de 2009 es va fer oficial el seu traspàs al Sevilla FC.
L'1 de gener de 2010 es va anunciar la retirada temporal del futbol professional de Sergio Sánchez per motius de salut. Les primeres exploracions indiquen que el jugador podria patir algun tipus de patologia cardíaca. La decisió definitiva està a l'espera de més proves mèdiques.

## Palmarès
| Títol        | Club         | Any       |
| ------------ | ------------ | --------- |
| Copa del Rei | RCD Espanyol | 2005-2006 |
| Copa del Rei | Sevilla FC   | 2009-10   |